# Charlie Hoag
Pour les articles homonymes, voir Hoag.
Charles Monroe « Charlie » Hoag, né le 19 juillet 1931 à Tulsa, en Oklahoma, et mort le 8 mars 2012, est un joueur américain de basket-ball. Il évoluait au poste d'ailier.

## Palmarès
- Champion olympique 1952
- Champion NCAA 1952